# 5289 Niemelä
5289 Niemelä è un asteroide della fascia principale. Scoperto nel 1990, presenta un'orbita caratterizzata da un semiasse maggiore pari a 3,0108033 au e da un'eccentricità di 0,0832898, inclinata di 10,40268° rispetto all'eclittica.
L'asteroide era stato inizialmente battezzato 5289 Niemela per poi essere corretto nella denominazione attuale.
L'asteroide è dedicato all'astronoma finlandese-argentina Virpi Niemelä.